# Дизокактус угловатый
Дизокактус угловатый (лат. Disocactus anguliger, син. Epiphyllum anguliger) — вид растений рода Дизокактус, семейства Кактусовые. Растение известно также под именованием кактус рыбьей кости (англ. fishbone cactus) или зигзагообразный кактус (англ. zig zag cactus). Вид обычно выращивают как декоративное растение из-за его ароматных цветов осенью.

## Морфология

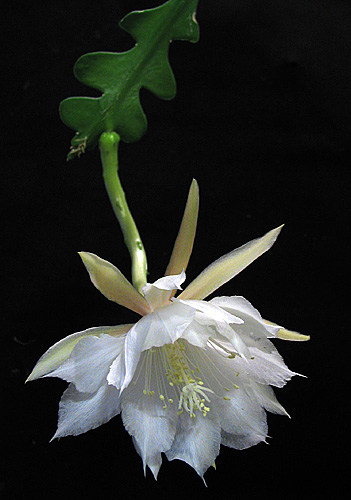
Цветок

Обильно ветвящиеся стебли. Первичная часть цилиндрическая в основании, часто деревянистая. Вторичная часть довольно плоская и сочная, длиной 20—30 см, шириной 3—5 см, глубоко рассеченная, часто близко к жилке. Прямоугольные или округло-тупые. Ареолы мелкие голые или с 1—2 белыми щетинками. Эпидермис зеленый и гладкий. Цветы 6—20 см длиной, 6—7 см шириной, ночные, очень душистые, бледно-желтые, зеленые или розовые. Плод яйцевидной формы, коричневый, зеленый или желтоватый, толщиной 3—4 см.

## Распространение
Родом из Мексики. Суккулентный полукустарник, произрастает в основном в сезонно засушливых тропических биомах.

## Таксономия
Ранее этот вид относили к роду Эпифиллум как Epiphyllum anguliger. Однако, согласно последним молекулярным исследованиям, на самом деле это разновидность Дизокактуса.
Disocactus anguliger (Lem.) M.Á.Cruz & S.Arias, Willdenowia 46: 157 (2016).

#### Этимология
Disocactus: родовое название от греческих слов δίς (des) = дважды, ίσος (isos) = равный и «кактус». Относится к побегам с дважды сплющенными листьями.
anguliger: эпитет, получивший свое название от ярко выраженного наклонного стебля («anguliger» = «с углом»), который иногда образует идеальный прямоугольник.

#### Синонимы
Гомотипные (основанные на одном и том же номенклатурном типе):
- Phyllocactus anguliger Lem. (1851)

Гетеротипные (основанные на разных номенклатурных типах):
- Cereus mexicanus Lem. ex C.F.Först. (1846)
- Epiphyllum darrahii (K.Schum.) Britton & Rose (1913)
- Phyllocactus darrahii K.Schum. (1903)
- Phyllocactus mexicanus (Lem. ex C.F.Först.) Salm-Dyck ex Labour. (1853)
- Phyllocactus serratus Brongn. ex Labour. (1853)

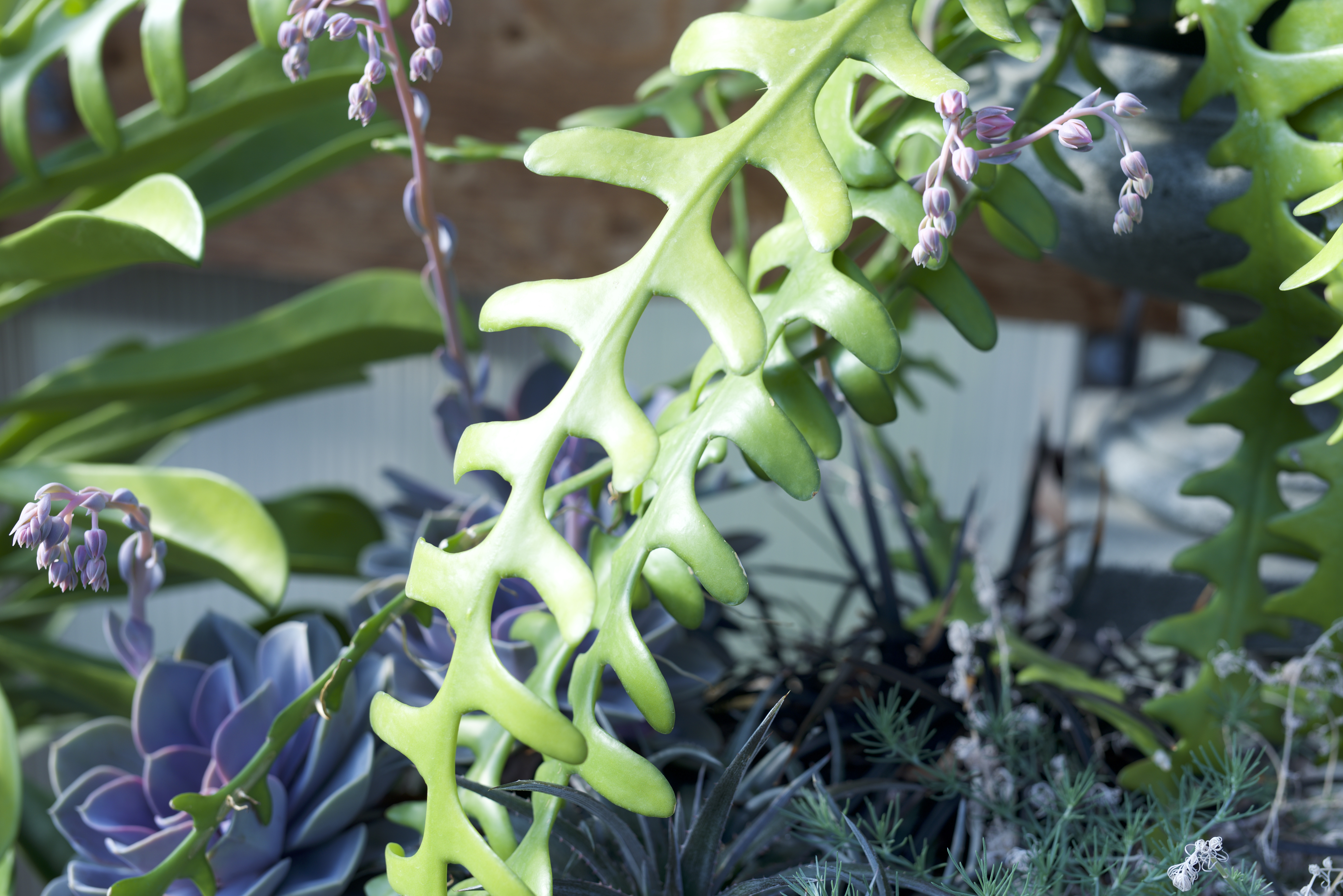
Листья
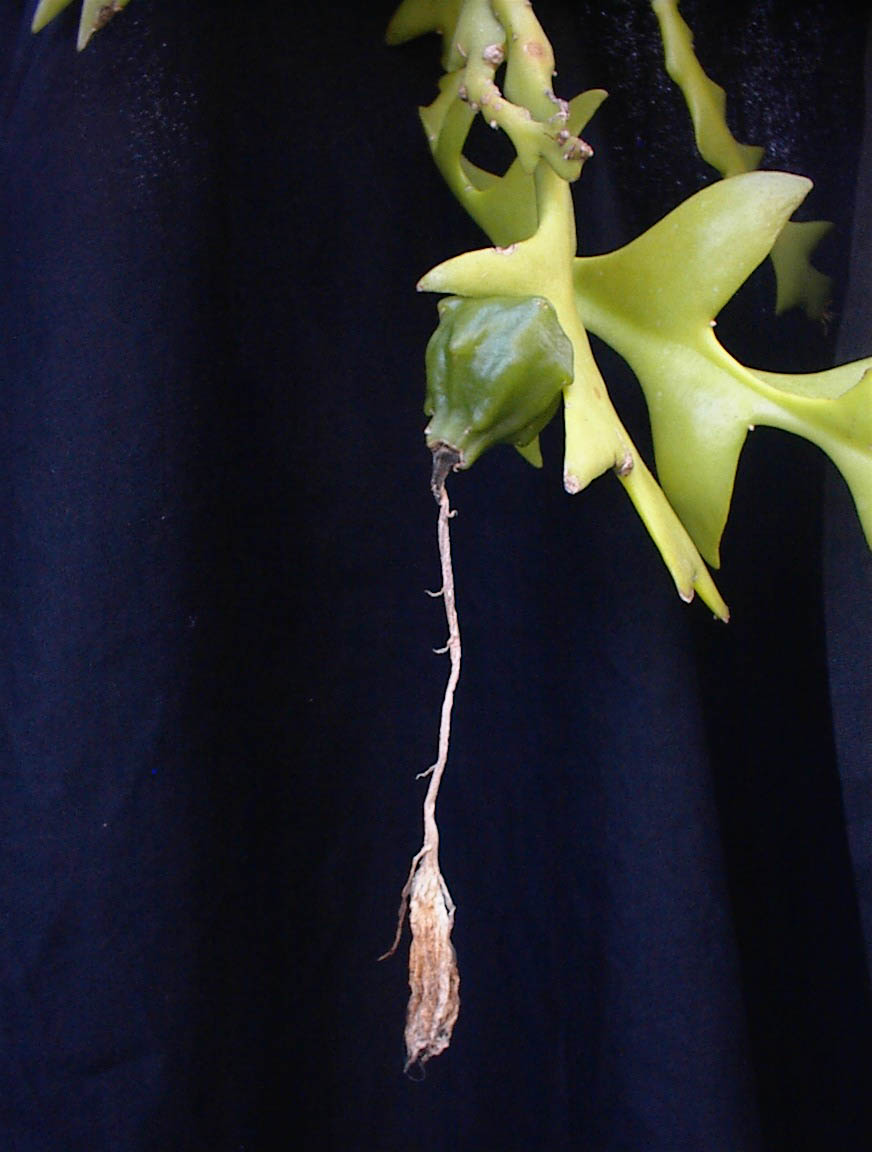
Недозрелый плод
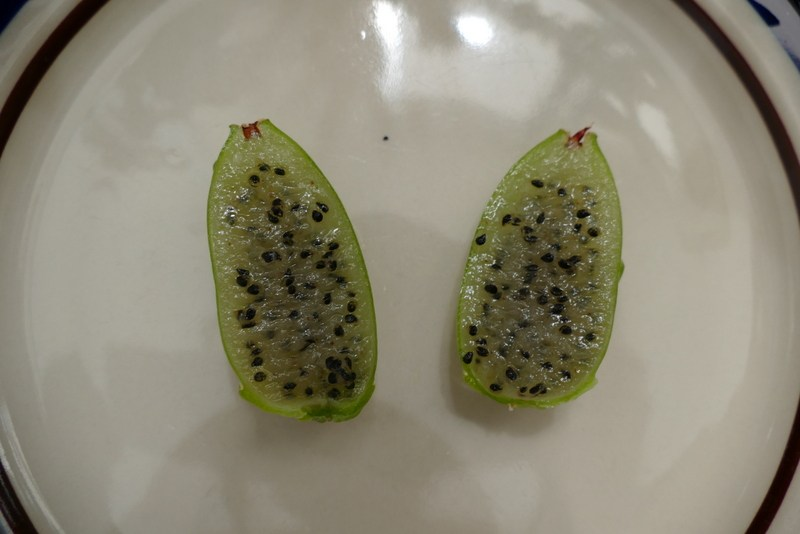
Фрукт

## Уход и выращивание
Растение легко выращивать, так как это быстрорастущий эпифит. Его следует поддерживать при температуре 16-25 °C, а на более короткие периоды её можно понизить до 10-15 °C. Лучше выращивать в полутени. Цветёт поздней осенью или в начале зимы.